# Floriske van Leeuwen
Floriske van Leeuwen (Utrecht, 23 oktober 1971) is een Nederlands politica namens de Partij voor de Dieren (PvdD).
Van Leeuwen volgde de havo aan Notre Dame des Anges in Ubbergen, ging een jaar naar een highschool in Alaska en deed het vwo aan de Nijmeegse Scholengemeenschap Groenewoud. Zij deed de hbo-lerarenopleiding Engels aan de Hogeschool Gelderland in Nijmegen en begon aan een deeltijdstudie rechten aan de Radboud Universiteit. Ze was werkzaam in psychiatrische klinieken in Wolfheze en Nijmegen.
Van Leeuwen was van 2013 tot 2015 voorzitter van de afdeling Gelderland van de PvdD. Hierna zat ze tot april 2016 in het partijbestuur waarvan zij toen tot voorzitter verkozen werd. Haar termijn verliep in maart 2019, waarna ze voorgedragen werd als algemeen bestuurslid van het partijbestuur en verkozen werd.
Op 16 oktober 2018 werd Van Leeuwen geïnstalleerd als lid van de Eerste Kamer der Staten-Generaal in de vacature die ontstond na de overstap van Christine Teunissen naar de Tweede Kamer waar zij Marianne Thieme vervangt tijdens haar ziekteverlof. Na de terugkeer van Thieme in de Tweede Kamer trad Van Leeuwen op 11 maart 2019 af als lid van de Eerste Kamer.